# サターン脚本賞
サターン脚本賞（サターンきゃくほんしょう、Saturn Award for Best Writing）は、サターン賞の部門の一つ。第2回（1973年度）より設置された。

## 各年の結果

### 1970年代
| 年度                | 脚本家                                              | 作品名                                              |
| ------------------- | --------------------------------------------------- | --------------------------------------------------- |
| 1973年 (第2回)      | ウィリアム・ピーター・ブラッティ                    | エクソシスト                                        |
| 1974/1975年 (第3回) | ハーラン・エリスン （長年のキャリアに対する功労）   | ハーラン・エリスン （長年のキャリアに対する功労）   |
| 1974/1975年 (第3回) | イブ・メルキオール （長年のキャリアに対する功労）   |                                                     |
| 1976年 (第4回)      | ジミー・サングスター （長年のキャリアに対する功労） | ジミー・サングスター （長年のキャリアに対する功労） |
| 1977年 (第5回)      | ジョージ・ルーカス                                  | スター・ウォーズ エピソード4/新たなる希望           |
| 1977年 (第5回)      | ラリー・ゲルバート                                  | オー!ゴッド                                         |
| 1977年 (第5回)      | レアード・コーニッグ                                | 白い家の少女                                        |
| 1977年 (第5回)      | スティーヴン・スピルバーグ                          | 未知との遭遇                                        |
| 1977年 (第5回)      | マイケル・ウィナー、ジェフリー・コンヴィッツ        | センチネル                                          |
| 1978年 (第6回)      | エレイン・メイ、ウォーレン・ベイティ                | 天国から来たチャンピオン                            |
| 1978年 (第6回)      | ヘイウッド・グールド                                | ブラジルから来た少年                                |
| 1978年 (第6回)      | クリフ・グリーン                                    | ピクニックatハンギング・ロック                      |
| 1978年 (第6回)      | ローズマリー・リトヴォ、アルフレッド・ソール        | アリス・スウィート・アリス                          |
| 1978年 (第6回)      | アンソニー・シェーファー                            | ウィッカーマン                                      |
| 1979年 (第7回)      | ニコラス・メイヤー                                  | タイム・アフター・タイム                            |
| 1979年 (第7回)      | ジェリー・ジュール、ジャック・バーンズ              | マペットの夢みるハリウッド                          |
| 1979年 (第7回)      | ロバート・カウフマン                                | ドラキュラ都へ行く                                  |
| 1979年 (第7回)      | ダン・オバノン                                      | エイリアン                                          |
| 1979年 (第7回)      | ジェブ・ローズブルック、ゲイリー・デイ              | ブラックホール                                      |

### 1980年代
| 年度                 | 脚本家                                                                             | 作品名                                      |
| -------------------- | ---------------------------------------------------------------------------------- | ------------------------------------------- |
| 1980年 (第8回)       | ウィリアム・ピーター・ブラッティ                                                   | トゥインクル・トゥインクル・キラー・カーン  |
| 1980年 (第8回)       | シドニー・アーロン                                                                 | アルタード・ステーツ/未知への挑戦           |
| 1980年 (第8回)       | リイ・ブラケット（死後のノミネート）、ローレンス・カスダン                         | スター・ウォーズ エピソード5/帝国の逆襲     |
| 1980年 (第8回)       | ルイス・ジョン・カリーノ                                                           | レザレクション/復活                         |
| 1980年 (第8回)       | ジョン・セイルズ                                                                   | アリゲーター                                |
| 1981年 (第9回)       | ローレンス・カスダン                                                               | レイダース/失われたアーク《聖櫃》           |
| 1981年 (第9回)       | デヴィッド・エア、マイケル・ウォドレー                                             | ウルフェン                                  |
| 1981年 (第9回)       | ピーター・ハイアムズ                                                               | アウトランド                                |
| 1981年 (第9回)       | ジョン・ランディス                                                                 | 狼男アメリカン                              |
| 1981年 (第9回)       | マイケル・ペイリン、テリー・ギリアム                                               | バンデットQ                                 |
| 1982年 (第10回)      | メリッサ・マシスン                                                                 | E.T.                                        |
| 1982年 (第10回)      | ジェイ・プレッソン・アレン                                                         | デストラップ 死の罠                         |
| 1982年 (第10回)      | テリー・ヘイズ、ジョージ・ミラー、ブライアン・ハナント                             | マッドマックス2                             |
| 1982年 (第10回)      | トム・カルノフスキー、ジョン・スタックマイヤー、アルバート・ピュン                 | マジック・クエスト/魔界の剣                 |
| 1982年 (第10回)      | ジャック・B・ソワーズ                                                              | スタートレックII カーンの逆襲               |
| 1983年 (第11回)      | レイ・ブラッドベリ                                                                 | 何かが道をやってくる                        |
| 1983年 (第11回)      | ジェフリー・ボーム                                                                 | デッドゾーン                                |
| 1983年 (第11回)      | ビル・コンドン、マイケル・ローリン                                                 | ストレンジ・インベーダーズ                  |
| 1983年 (第11回)      | ローレンス・カスダン、ジョージ・ルーカス                                           | スター・ウォーズ エピソード6/ジェダイの帰還 |
| 1983年 (第11回)      | ローレンス・ラスカー、ウォルター・F・パークス                                      | ウォー・ゲーム                              |
| 1984年 (第12回)      | ジェームズ・キャメロン、ゲイル・アン・ハード                                       | ターミネーター                              |
| 1984年 (第12回)      | クリス・コロンバス                                                                 | グレムリン                                  |
| 1984年 (第12回)      | アレックス・コックス                                                               | レポマン                                    |
| 1984年 (第12回)      | ウィラード・ハイク、グロリア・カッツ                                               | インディ・ジョーンズ/魔宮の伝説             |
| 1984年 (第12回)      | アール・マック・ローチ                                                             | バカルー・バンザイの8次元ギャラクシー       |
| 1985年 (第13回)      | トム・ホランド                                                                     | フライトナイト                              |
| 1985年 (第13回)      | ウディ・アレン                                                                     | カイロの紫のバラ                            |
| 1985年 (第13回)      | トム・ベネデク                                                                     | コクーン                                    |
| 1985年 (第13回)      | クリス・コロンバス                                                                 | ヤング・シャーロック/ピラミッドの謎         |
| 1985年 (第13回)      | テリー・ヘイズ、ジョージ・ミラー                                                   | マッドマックス/サンダードーム               |
| 1986年 (第14回)      | ジェームズ・キャメロン                                                             | エイリアン2                                 |
| 1986年 (第14回)      | ハワード・アッシュマン                                                             | リトル・ショップ・オブ・ホラーズ            |
| 1986年 (第14回)      | ニック・キャッスル                                                                 | ミリィ/少年は空を飛んだ                     |
| 1986年 (第14回)      | ポール・ホーガン、ケン・シャディー、ジョン・コーネル                               | クロコダイル・ダンディー                    |
| 1986年 (第14回)      | スティーヴ・ミアーソン、ピーター・クリークス、ハーヴ・ベネット、ニコラス・メイヤー | スタートレックIV 故郷への長い道             |
| 1987年 (第15回)      | エドワード・ニューマイヤー、マイケル・マイナー                                     | ロボコップ                                  |
| 1987年 (第15回)      | マイケル・クリストファー                                                           | イーストウィックの魔女たち                  |
| 1987年 (第15回)      | ジェームズ・ディアデン                                                             | 危険な情事                                  |
| 1987年 (第15回)      | ウィリアム・ゴールドマン                                                           | プリンセス・ブライド・ストーリー            |
| 1987年 (第15回)      | ボブ・ハント                                                                       | ヒドゥン                                    |
| 1987年 (第15回)      | アラン・パーカー                                                                   | エンゼル・ハート                            |
| 1988年 (第16回)      | ゲイリー・ロス、アン・スピルバーグ                                                 | ビッグ                                      |
| 1988年 (第16回)      | デヴィッド・クローネンバーグ、ノーマン・スナイダー                                 | 戦慄の絆                                    |
| 1988年 (第16回)      | ドン・マンシーニ、ジョン・ラフィア、トム・ホランド                                 | チャイルド・プレイ                          |
| 1988年 (第16回)      | マイケル・マクダウェル、ウォーレン・スカーレン                                     | ビートルジュース                            |
| 1988年 (第16回)      | アラン・B・マッケルロイ                                                            | ハロウィン4 ブギーマン復活                  |
| 1988年 (第16回)      | ジェフリー・プライス&ピーター・S・シーマン                                         | ロジャー・ラビット                          |
| 1989/1990年 (第17回) | ウィリアム・ピーター・ブラッティ                                                   | エクソシスト3                               |
| 1989/1990年 (第17回) | ジェリー・ベルソン                                                                 | オールウェイズ                              |
| 1989/1990年 (第17回) | ジェフリー・ボーム                                                                 | インディ・ジョーンズ/最後の聖戦             |
| 1989/1990年 (第17回) | ジェームズ・キャメロン                                                             | アビス                                      |
| 1989/1990年 (第17回) | ドン・ジャコビー、ウェズリー・ストリック                                           | アラクノフォビア                            |
| 1989/1990年 (第17回) | フィル・アルデン・ロビンソン                                                       | フィールド・オブ・ドリームス                |
| 1989/1990年 (第17回) | ブルース・ジョエル・ルービン                                                       | ゴースト/ニューヨークの幻                   |
| 1989/1990年 (第17回) | ロナルド・シャセット、ダン・オバノン、ゲイリー・ゴールドマン                       | トータル・リコール                          |

### 1990年代
| 年度            | 脚本家                                                                             | 作品名                                       |
| --------------- | ---------------------------------------------------------------------------------- | -------------------------------------------- |
| 1991年 (第18回) | テッド・タリー                                                                     | 羊たちの沈黙                                 |
| 1991年 (第18回) | アルバート・ブルックス                                                             | あなたの死後にご用心!                        |
| 1991年 (第18回) | ジェームズ・キャメロン、ウィリアム・ウィッシャー・ジュニア                         | ターミネーター2                              |
| 1991年 (第18回) | チャールズ・ゲイル                                                                 | タイム・トゥ・ダイ/闇の処刑人                |
| 1991年 (第18回) | ウィリアム・ゴールドマン                                                           | ミザリー                                     |
| 1991年 (第18回) | リチャード・ラグラヴェネーズ                                                       | フィッシャー・キング                         |
| 1992年 (第19回) | ジェームズ・V・ハート                                                              | ドラキュラ                                   |
| 1992年 (第19回) | マーティン・ドノヴァン、デヴィッド・コープ                                         | 永遠に美しく…                                |
| 1992年 (第19回) | ジョー・エスターハス                                                               | 氷の微笑                                     |
| 1992年 (第19回) | デヴィッド・ガイラー、ウォルター・ヒル、ラリー・ファーガソン                       | エイリアン3                                  |
| 1992年 (第19回) | デイヴィッド・リンチ、ロバート・エンゲルス                                         | ツイン・ピークス/ローラ・パーマー最期の7日間 |
| 1992年 (第19回) | ニコラス・メイヤー、デニー・マーティン・フリン                                     | スタートレックVI 未知の世界                  |
| 1992年 (第19回) | バーナード・ローズ                                                                 | キャンディマン                               |
| 1993年 (第20回) | マイケル・クライトン、デヴィッド・コープ                                           | ジュラシック・パーク                         |
| 1993年 (第20回) | シェーン・ブラック、デヴィッド・アーノット                                         | ラスト・アクション・ヒーロー                 |
| 1993年 (第20回) | ブレント・マドック、S・S・ウィルソン、グレゴリー・ハンセン、エリック・ハンセン     | 愛が微笑む時                                 |
| 1993年 (第20回) | ティム・メトカーフ                                                                 | カリフォルニア                               |
| 1993年 (第20回) | ダニー・ルビン、ハロルド・レイミス                                                 | 恋はデジャ・ブ                               |
| 1993年 (第20回) | クエンティン・タランティーノ                                                       | トゥルー・ロマンス                           |
| 1993年 (第20回) | トレイシー・トーメ                                                                 | ファイヤー・イン・ザ・スカイ/未知からの生還  |
| 1994年 (第21回) | ジム・ハリソン、ウェズリー・ストリック                                             | ウルフ                                       |
| 1994年 (第21回) | スコット・アレクサンダー&ラリー・カラゼウスキー                                    | エド・ウッド                                 |
| 1994年 (第21回) | フランク・ダラボン                                                                 | ショーシャンクの空に                         |
| 1994年 (第21回) | ステフ・レイディ、フランク・ダラボン                                               | フランケンシュタイン                         |
| 1994年 (第21回) | エリック・ロス                                                                     | フォレスト・ガンプ/一期一会                  |
| 1994年 (第21回) | マーク・ヴァーヘイデン                                                             | タイムコップ                                 |
| 1995年 (第22回) | アンドリュー・ケヴィン・ウォーカー                                                 | セブン                                       |
| 1995年 (第22回) | ジェームズ・キャメロン、ジェイ・コックス                                           | ストレンジ・デイズ/1999年12月31日            |
| 1995年 (第22回) | ジョージ・ミラー、クリス・ヌーナン                                                 | ベイブ                                       |
| 1995年 (第22回) | デヴィッド・ピープルズ、ジャネット・ピープルズ                                     | 12モンキーズ                                 |
| 1995年 (第22回) | クエンティン・タランティーノ                                                       | フロム・ダスク・ティル・ドーン               |
| 1995年 (第22回) | ジョス・ウェドン、アンドリュー・スタントン、ジョエル・コーエン、アレック・ソコロウ | トイ・ストーリー                             |
| 1996年 (第23回) | ケヴィン・ウィリアムソン                                                           | スクリーム                                   |
| 1996年 (第23回) | ディーン・デヴリン、ローランド・エメリッヒ                                         | インデペンデンス・デイ                       |
| 1996年 (第23回) | ジョナサン・ジェムズ                                                               | マーズ・アタック!                            |
| 1996年 (第23回) | ウォシャウスキー兄弟                                                               | バウンド                                     |
| 1996年 (第23回) | フラン・ウォルシュ、ピーター・ジャクソン                                           | さまよう魂たち                               |
| 1996年 (第23回) | ブラノン・ブラーガ、ロナルド・D・ムーア                                            | スタートレック ファーストコンタクト          |
| 1997年 (第24回) | マイク・ワーブ、マイケル・コレアリー                                               | フェイス/オフ                                |
| 1997年 (第24回) | ジェームズ・V・ハート、マイケル・ゴールデンバーグ                                  | コンタクト                                   |
| 1997年 (第24回) | ジョナサン・レムキン、トニー・ギルロイ                                             | ディアボロス/悪魔の扉                        |
| 1997年 (第24回) | エドワード・ニューマイヤー                                                         | スターシップ・トゥルーパーズ                 |
| 1997年 (第24回) | マシュー・ロビンス、ギレルモ・デル・トロ                                           | ミミック                                     |
| 1997年 (第24回) | エド・ソロモン                                                                     | メン・イン・ブラック                         |
| 1998年 (第25回) | アンドリュー・ニコル                                                               | トゥルーマン・ショー                         |
| 1998年 (第25回) | ブランドン・ボイス                                                                 | ゴールデンボーイ                             |
| 1998年 (第25回) | ドン・マンシーニ                                                                   | チャイルド・プレイ/チャッキーの花嫁          |
| 1998年 (第25回) | アレックス・プロヤス、レム・ドブス、デヴィッド・S・ゴイヤー                        | ダークシティ                                 |
| 1998年 (第25回) | ゲイリー・ロス                                                                     | カラー・オブ・ハート                         |
| 1998年 (第25回) | ジョセフ・ステファノ                                                               | サイコ                                       |
| 1999年 (第26回) | チャーリー・カウフマン                                                             | マルコヴィッチの穴                           |
| 1999年 (第26回) | アーレン・クルーガー                                                               | 隣人は静かに笑う                             |
| 1999年 (第26回) | M・ナイト・シャマラン                                                              | シックス・センス                             |
| 1999年 (第26回) | スティーヴン・ソマーズ                                                             | ハムナプトラ/失われた砂漠の都                |
| 1999年 (第26回) | ウォシャウスキー兄弟                                                               | マトリックス                                 |
| 1999年 (第26回) | アンドリュー・ケヴィン・ウォーカー                                                 | スリーピー・ホロウ                           |

### 2000年代
| 年度            | 脚本家                                                                                             | 作品名                                        |
| --------------- | -------------------------------------------------------------------------------------------------- | --------------------------------------------- |
| 2000年 (第27回) | デヴィッド・ヘイター                                                                               | X-メン                                        |
| 2000年 (第27回) | トビー・エメリッヒ                                                                                 | オーロラの彼方へ                              |
| 2000年 (第27回) | デヴィッド・フランゾーニ、ジョン・ローガン、ウィリアム・ニコルソン                                 | グラディエーター                              |
| 2000年 (第27回) | キャリー・カークパトリック                                                                         | チキンラン                                    |
| 2000年 (第27回) | ビリー・ボブ・ソーントン、トム・エッパーソン                                                       | ギフト                                        |
| 2000年 (第27回) | ワン・ホエリン、ジェームズ・シェイマス、ツァイ・クォジュン                                         | グリーン・デスティニー                        |
| 2001年 (第28回) | スティーヴン・スピルバーグ                                                                         | A.I.                                          |
| 2001年 (第28回) | アレハンドロ・アメナーバル                                                                         | アザーズ                                      |
| 2001年 (第28回) | ステファーヌ・カベル、クリストフ・ガンズ                                                           | ジェヴォーダンの獣                            |
| 2001年 (第28回) | テッド・エリオット、テリー・ロッシオ、ジョー・スティルマン、ロジャー・S・H・シュルマン             | シュレック                                    |
| 2001年 (第28回) | アンドリュー・スタントン、ダン・ガーソン                                                           | モンスターズ・インク                          |
| 2001年 (第28回) | フラン・ウォルシュ、フィリッパ・ボウエン、ピーター・ジャクソン                                     | ロード・オブ・ザ・リング                      |
| 2002年 (第29回) | スコット・フランク、ジョン・コーエン                                                               | マイノリティ・リポート                        |
| 2002年 (第29回) | ブレント・ヘンリー                                                                                 | フレイルティー 妄執                           |
| 2002年 (第29回) | 宮崎駿 シンディ・デイヴィス・ヒューイット、ドナルド・H・ヒューイット（英語版）                     | 千と千尋の神隠し                              |
| 2002年 (第29回) | マーク・ロマネク                                                                                   | ストーカー                                    |
| 2002年 (第29回) | ヒラリー・セイツ                                                                                   | インソムニア                                  |
| 2002年 (第29回) | フラン・ウォルシュ、フィリッパ・ボウエン、スティーヴン・シンクレア、ピーター・ジャクソン           | ロード・オブ・ザ・リング/二つの塔             |
| 2003年 (第30回) | フラン・ウォルシュ、フィリッパ・ボウエン、ピーター・ジャクソン                                     | ロード・オブ・ザ・リング/王の帰還             |
| 2003年 (第30回) | マイケル・ドハティ、ダン・ハリス、デヴィッド・ヘイター                                             | X-MEN2                                        |
| 2003年 (第30回) | アレックス・ガーランド                                                                             | 28日後...                                     |
| 2003年 (第30回) | ヘザー・ハッチ、レスリー・ディクソン                                                               | フォーチュン・クッキー                        |
| 2003年 (第30回) | アンドリュー・スタントン、ボブ・ピーターソン、デヴィッド・レイノルズ                               | ファインディング・ニモ                        |
| 2003年 (第30回) | クエンティン・タランティーノ                                                                       | キル・ビル Vol.1                              |
| 2004 (第31回)   | アルヴィン・サージェント                                                                           | スパイダーマン2                               |
| 2004 (第31回)   | スチュアート・ビーティー                                                                           | コラテラル                                    |
| 2004 (第31回)   | チャーリー・カウフマン                                                                             | エターナル・サンシャイン                      |
| 2004 (第31回)   | スティーヴ・クローヴス                                                                             | ハリー・ポッターとアズカバンの囚人            |
| 2004 (第31回)   | ブラッド・バード                                                                                   | Mr.インクレディブル                           |
| 2004 (第31回)   | クエンティン・タランティーノ                                                                       | キル・ビル Vol.2                              |
| 2005年 (第32回) | クリストファー・ノーラン、デヴィッド・S・ゴイヤー                                                  | バットマン ビギンズ                           |
| 2005年 (第32回) | スティーヴ・クローヴス                                                                             | ハリー・ポッターと炎のゴブレット              |
| 2005年 (第32回) | デヴィッド・コープ                                                                                 | 宇宙戦争                                      |
| 2005年 (第32回) | ジョージ・ルーカス                                                                                 | スター・ウォーズ エピソード3/シスの復讐       |
| 2005年 (第32回) | アン・ピーコック、アンドリュー・アダムソン、クリストファー・マルクス、スティーヴン・マクフィーリー | ナルニア国物語/第1章: ライオンと魔女          |
| 2005年 (第32回) | フラン・ウォルシュ、フィリッパ・ボウエン、ピーター・ジャクソン                                     | キング・コング                                |
| 2006年 (第33回) | マイケル・ドハティ、ダン・ハリス                                                                   | スーパーマン リターンズ                       |
| 2006年 (第33回) | アンドリュー・バーキン、ベルント・アイヒンガー、トム・ティクヴァ                                   | パフューム ある人殺しの物語                   |
| 2006年 (第33回) | ギレルモ・デル・トロ                                                                               | パンズ・ラビリンス                            |
| 2006年 (第33回) | ザック・ヘルム                                                                                     | 主人公は僕だった                              |
| 2006年 (第33回) | ニール・パーヴィス、ロバート・ウェイド、ポール・ハギス                                             | 007/カジノ・ロワイヤル                        |
| 2006年 (第33回) | ウォシャウスキー兄弟                                                                               | Vフォー・ヴェンデッタ                         |
| 2007年 (第34回) | ブラッド・バード                                                                                   | レミーのおいしいレストラン                    |
| 2007年 (第34回) | コーエン兄弟                                                                                       | ノーカントリー                                |
| 2007年 (第34回) | ニール・ゲイマン、ロジャー・エイヴァリー                                                           | ベオウルフ/呪われし勇者                       |
| 2007年 (第34回) | マイケル・ゴールデンバーグ                                                                         | ハリー・ポッターと不死鳥の騎士団              |
| 2007年 (第34回) | ジョン・ローガン                                                                                   | スウィーニー・トッド フリート街の悪魔の理髪師 |
| 2007年 (第34回) | ザック・スナイダー、カート・ジョンスタッド、マイケル・E・ゴードン                                  | 300 〈スリーハンドレッド〉                    |
| 2008年 (第35回) | ジョナサン・ノーラン、クリストファー・ノーラン                                                     | ダークナイト                                  |
| 2008年 (第35回) | マーク・ファーガス&ホーク・オストビー、アート・マーカム&マット・ホロウェイ                         | アイアンマン                                  |
| 2008年 (第35回) | デヴィッド・コープ、ジョン・カンプス                                                               | オー!マイ・ゴースト                           |
| 2008年 (第35回) | ヨン・アイヴィデ・リンドクヴィスト                                                                 | ぼくのエリ 200歳の少女                        |
| 2008年 (第35回) | エリック・ロス                                                                                     | ベンジャミン・バトン 数奇な人生               |
| 2008年 (第35回) | J・マイケル・ストラジンスキー                                                                      | チェンジリング                                |
| 2009年 (第36回) | ジェームズ・キャメロン                                                                             | アバター                                      |
| 2009年 (第36回) | ニール・ブロムカンプ、テリー・タッチェル                                                           | 第9地区                                       |
| 2009年 (第36回) | デヴィッド・ヘイター、アレックス・ツェー                                                           | ウォッチメン                                  |
| 2009年 (第36回) | スパイク・ジョーンズ、デイヴ・エガーズ                                                             | かいじゅうたちのいるところ                    |
| 2009年 (第36回) | ロベルト・オーチー、アレックス・カーツマン                                                         | スター・トレック                              |
| 2009年 (第36回) | クエンティン・タランティーノ                                                                       | イングロリアス・バスターズ                    |

### 2010年代
| 年度                 | 脚本家                                                                                | 作品名                                            |
| -------------------- | ------------------------------------------------------------------------------------- | ------------------------------------------------- |
| 2010年 (第37回)      | クリストファー・ノーラン                                                              | インセプション                                    |
| 2010年 (第37回)      | マイケル・アーント                                                                    | トイ・ストーリー3                                 |
| 2010年 (第37回)      | アレックス・ガーランド                                                                | わたしを離さないで                                |
| 2010年 (第37回)      | マーク・ヘイマン、アンドレス・ハインツ、ジョン・J・マクローリン                       | ブラック・スワン                                  |
| 2010年 (第37回)      | ピーター・モーガン                                                                    | ヒア アフター                                     |
| 2010年 (第37回)      | マット・リーヴス                                                                      | モールス                                          |
| 2011年 (第38回)      | ジェフ・ニコルズ                                                                      | テイク・シェルター                                |
| 2011年 (第38回)      | J・J・エイブラムス                                                                    | SUPER8/スーパーエイト                             |
| 2011年 (第38回)      | ウディ・アレン                                                                        | ミッドナイト・イン・パリ                          |
| 2011年 (第38回)      | マイク・ケイヒル、ブリット・マーリング                                                | アナザー・プラネット                              |
| 2011年 (第38回)      | リック・ジャッファ&アマンダ・シルヴァー                                               | 猿の惑星: 創世記                                  |
| 2011年 (第38回)      | ジョン・ローガン                                                                      | ヒューゴの不思議な発明                            |
| 2012年 (第39回)      | クエンティン・タランティーノ                                                          | ジャンゴ 繋がれざる者                             |
| 2012年 (第39回)      | トレイシー・レッツ                                                                    | キラー・スナイパー                                |
| 2012年 (第39回)      | デヴィッド・マギー                                                                    | ライフ・オブ・パイ/トラと漂流した227日            |
| 2012年 (第39回)      | マーティン・マクドナー                                                                | セブン・サイコパス                                |
| 2012年 (第39回)      | ジョス・ウェドン                                                                      | アベンジャーズ                                    |
| 2012年 (第39回)      | ジョス・ウェドン、ドリュー・ゴダード                                                  | キャビン                                          |
| 2013年 (第40回)      | スパイク・ジョーンズ                                                                  | her/世界でひとつの彼女                            |
| 2013年 (第40回)      | コーエン兄弟                                                                          | インサイド・ルーウィン・デイヴィス 名もなき男の歌 |
| 2013年 (第40回)      | アルフォンソ・キュアロン、ホナス・キュアロン                                          | ゼロ・グラビティ                                  |
| 2013年 (第40回)      | ジェニファー・リー                                                                    | アナと雪の女王                                    |
| 2013年 (第40回)      | サイモン・ペッグ、エドガー・ライト                                                    | ワールズ・エンド 酔っぱらいが世界を救う!          |
| 2013年 (第40回)      | フラン・ウォルシュ、フィリッパ・ボウエン、ピーター・ジャクソン、ギレルモ・デル・トロ  | ホビット 竜に奪われた王国                         |
| 2014年 (第41回)      | ジョナサン・ノーラン、クリストファー・ノーラン                                        | インターステラー                                  |
| 2014年 (第41回)      | ウェス・アンダーソン                                                                  | グランド・ブダペスト・ホテル                      |
| 2014年 (第41回)      | デイミアン・チャゼル                                                                  | セッション                                        |
| 2014年 (第41回)      | ジェームズ・ガン、ニコール・パールマン                                                | ガーディアンズ・オブ・ギャラクシー                |
| 2014年 (第41回)      | クリストファー・マルクス、スティーヴン・マクフィーリー                                | キャプテン・アメリカ/ウィンター・ソルジャー       |
| 2014年 (第41回)      | クリストファー・マッカリー、ジェズ・バターワース、ジョン＝ヘンリー・バターワース      | オール・ユー・ニード・イズ・キル                  |
| 2014年 (第41回)      | フラン・ウォルシュ、フィリッパ・ボウエン、ピーター・ジャクソン、ギレルモ・デル・トロ  | ホビット 決戦のゆくえ                             |
| 2015年 (第42回)      | ローレンス・カスダン、J・J・エイブラムス、マイケル・アーント                          | スター・ウォーズ/フォースの覚醒                   |
| 2015年 (第42回)      | ギレルモ・デル・トロ、マシュー・ロビンス                                              | クリムゾン・ピーク                                |
| 2015年 (第42回)      | アレックス・ガーランド                                                                | エクス・マキナ                                    |
| 2015年 (第42回)      | ドリュー・ゴダード                                                                    | オデッセイ                                        |
| 2015年 (第42回)      | ジェーン・ゴールドマン、マシュー・ヴォーン                                            | キングスマン                                      |
| 2015年 (第42回)      | リック・ジャッファ&アマンダ・シルヴァー、コリン・トレヴォロウ、デレク・コノリー       | ジュラシック・ワールド                            |
| 2015年 (第42回)      | ジョージ・ミラー、ブレンダン・マッカーシー、ニコ・ラサウリス                          | マッドマックス 怒りのデス・ロード                 |
| 2016年 (第43回)      | エリック・ハイセラー                                                                  | メッセージ                                        |
| 2016年 (第43回)      | メリッサ・マシスン (死後のノミネート)                                                 | BFG: ビッグ・フレンドリー・ジャイアント           |
| 2016年 (第43回)      | レット・リース、ポール・ワーニック                                                    | デッドプール                                      |
| 2016年 (第43回)      | ジョン・スペイツ、スコット・デリクソン、C・ロバート・カージル                         | ドクター・ストレンジ                              |
| 2016年 (第43回)      | テイラー・シェリダン                                                                  | 最後の追跡                                        |
| 2016年 (第43回)      | クリス・ワイツ、トニー・ギルロイ                                                      | ローグ・ワン/スター・ウォーズ・ストーリー         |
| 2017年 (第44回)      | ライアン・ジョンソン                                                                  | スター・ウォーズ/最後のジェダイ                   |
| 2017年 (第44回)      | ライアン・クーグラー、ジョー・ロバート・コール                                        | ブラックパンサー                                  |
| 2017年 (第44回)      | ギレルモ・デル・トロ、ヴァネッサ・テイラー                                            | シェイプ・オブ・ウォーター                        |
| 2017年 (第44回)      | ハンプトン・ファンチャー、マイケル・グリーン                                          | ブレードランナー 2049                             |
| 2017年 (第44回)      | スコット・フランク、ジェームズ・マンゴールド、マイケル・グリーン                      | LOGAN/ローガン                                    |
| 2017年 (第44回)      | アラン・ハインバーグ                                                                  | ワンダーウーマン                                  |
| 2017年 (第44回)      | ジョーダン・ピール                                                                    | ゲット・アウト                                    |
| 2018年 (第45回)      | ブライアン・ウッズ、スコット・ベック、ジョン・クラシンスキー                          | クワイエット・プレイス                            |
| 2018年 (第45回)      | クリストファー・マルクス、スティーヴン・マクフィーリー                                | アベンジャーズ/エンドゲーム                       |
| 2018年 (第45回)      | ドリュー・ゴダード                                                                    | ホテル・エルロワイヤル                            |
| 2018年 (第45回)      | オ・ジョンミ、イ・チャンドン                                                          | バーニング 劇場版                                 |
| 2018年 (第45回)      | クリストファー・マッカリー                                                            | ミッション:インポッシブル/フォールアウト          |
| 2018年 (第45回)      | ジョーダン・ピール                                                                    | アス                                              |
| 2018年 (第45回)      | S・クレイグ・ザラー                                                                   | ブルータル・ジャスティス                          |
| 2019/2020年 (第46回) | クエンティン・タランティーノ                                                          | ワンス・アポン・ア・タイム・イン・ハリウッド      |
| 2019/2020年 (第46回) | J・J・エイブラムス、クリス・テリオ                                                    | スター・ウォーズ/スカイウォーカーの夜明け         |
| 2019/2020年 (第46回) | マイク・フラナガン                                                                    | ドクター・スリープ                                |
| 2019/2020年 (第46回) | ローレン・ハイネック、エリザベス・マーティン、リック・ジャッファ&アマンダ・シルヴァー | ムーラン                                          |
| 2019/2020年 (第46回) | ポン・ジュノ、ハン・チンウォン                                                        | パラサイト 半地下の家族                           |
| 2019/2020年 (第46回) | クリストファー・ノーラン                                                              | TENET テネット                                    |
| 2019/2020年 (第46回) | トッド・フィリップス、スコット・シルヴァー                                            | ジョーカー                                        |

### 2020年代
| 年度                     | 脚本家                                                          | 作品名                                              |
| ------------------------ | --------------------------------------------------------------- | --------------------------------------------------- |
| 2021/2022年 (50周年記念) | ギレルモ・デル・トロ、キム・モーガン                            | ナイトメア・アリー                                  |
| 2021/2022年 (50周年記念) | スコット・デリクソン、C・ロバート・カーギル                     | ブラック・フォン                                    |
| 2021/2022年 (50周年記念) | ダニエル・クワン、ダニエル・シャイナート                        | エブリシング・エブリウェア・オール・アット・ワンス  |
| 2021/2022年 (50周年記念) | クリス・マッケナ、エリック・ソマーズ                            | スパイダーマン:ノー・ウェイ・ホーム                 |
| 2021/2022年 (50周年記念) | ジョーダン・ピール                                              | NOPE/ノープ                                         |
| 2021/2022年 (50周年記念) | マット・リーヴス、ピーター・クレイグ                            | THE BATMAN-ザ・バットマン-                          |
| 2021/2022年 (50周年記念) | ジェームズ・ヴァンダービルト、ガイ・ブジック                    | スクリーム                                          |
| 2022/2023年 (第51回)     | ジェームズ・キャメロン、リック・ジャッファ&アマンダ・シルヴァー | アバター:ウェイ・オブ・ウォーター                   |
| 2022/2023年 (第51回)     | グレタ・ガーウィグ、ノア・バームバック                          | バービー                                            |
| 2022/2023年 (第51回)     | セス・リース、ウィル・トレイシー                                | ザ・メニュー                                        |
| 2022/2023年 (第51回)     | クリストファー・マッカリー、エリック・ジェンドレセン            | ミッション:インポッシブル/デッドレコニング PART ONE |
| 2022/2023年 (第51回)     | クリストファー・ノーラン                                        | オッペンハイマー                                    |
| 2022/2023年 (第51回)     | タイ・ウェスト、ミア・ゴス                                      | Pearl パール                                        |